# Pilahuín
Pilahuín, alternative Schreibweise: Pilahuin, ist eine Ortschaft und eine Parroquia rural („ländliches Kirchspiel“) im Kanton Ambato der ecuadorianischen Provinz Tungurahua. Die Parroquia besitzt eine Fläche von 420,6 km². Die Einwohnerzahl lag im Jahr 2010 bei 12.128. Die Parroquia wurde am 29. Mai 1861 gegründet.

## Lage
Die Parroquia Pilahuín liegt im Anden-Hochtal von Zentral-Ecuador im Westen der Provinz Tungurahua. Der 3300 m hoch gelegene Hauptort befindet sich 12,5 km westsüdwestlich der Provinzhauptstadt Ambato. Die Fernstraße E491 (Ambato–Guaranda) führt an Pilahuín vorbei. Die Parroquia erstreckt sich über die Nordflanken der Vulkane Chimborazo und Carihuairazo. Im Norden wird das Gebiet von dem nach Osten strömenden Río Ambato begrenzt.
Die Parroquia Pilahuín grenzt im Nordosten an die Parroquia Pasa, im zentralen Osten an die Parroquia Juan Benigno Vela, im Südosten an die Parroquias Quinchicoto (Kanton Tisaleo) und Mocha (Kanton Mocha), im Süden an die Provinz Chimborazo sowie im Westen an die Provinz Bolívar.